# پولکتون (کارولینای شمالی)
پولکتون (به انگلیسی: Polkton) شهری در ایالت کارولینای شمالی کشور ایالات متحده آمریکا است که جمعیت آن در سرشماری سال ۲۰۱۰ میلادی، ۳٬۳۷۵ نفر بوده‌است.